# المنزل (مدينة)
المنزل مدينة مغربية عتيقة، تبعد عن مدينة فاس ب 60كلم جنوبا، وتنتمي لإقليم صفرو. المدينة تضم 11.484 نسمة. تضم كذلك مجموعة قبائل يطلق عليها اسم بني يازغة. ثرتكز انشطتها في الفلاحة اذ تحيط بها مجموعة من الأراضي الفلاحية بالإضافة لكونها محاطة بمجموعة من الدواوير خاصة الامازيغية منها.
كما تشتهر المدينة باقامة سوق لمرتين كل اسبوع والذي يشكل وجهة اقتصادية لسكان المدينة.